# صاروخ اعتراض جوي

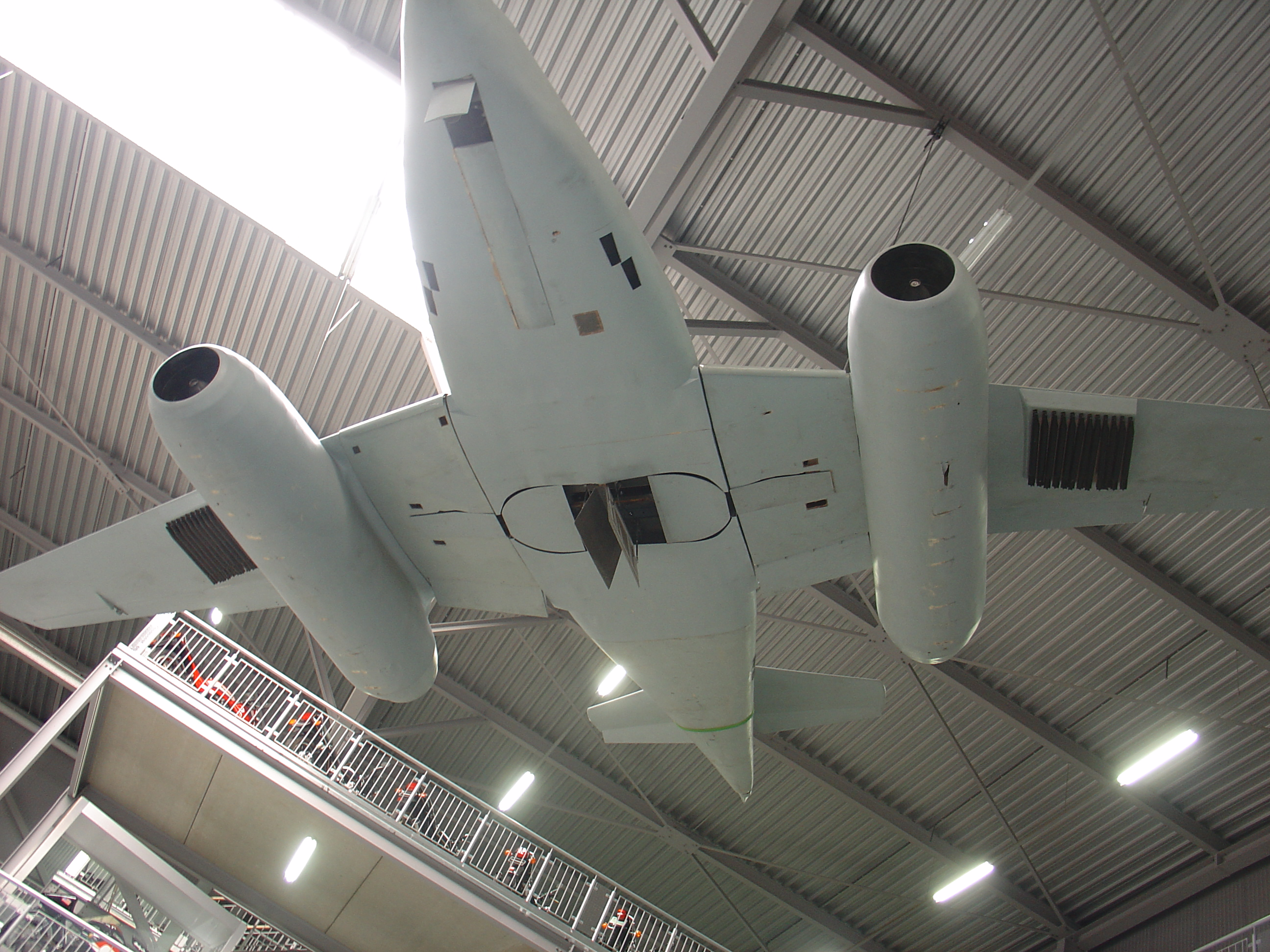
طائرة مي 262 بصواريخ أر4أم

بالنسبة للصواريخ جو-جو، انظر صاروخ جو-جو.
صاروخ جو-جو أو صاروخ اعتراض جوي هو قذيفة غير موجهة تطلق من الطائرات للاشتباك مع أهداف الطيران الأخرى. تم استخدامه لفترة وجيزة في الحرب العالمية الأولى للاشتباك مع بالونات مراقبة العدو وفي وبعد الحرب العالمية الثانية للاشتباك مع قاذفات العدو. كأما المقاتلات فاعطتها قدرتها العالية على المناورة بحيث لا يمكن التعامل الصواريخ معها بشكل فعال.

## التاريخ

### الحرب العالمية الأولى
تم استخدام الصواريخ في الحرب العالمية الأولى للاشتباك مع منطاد استطلاع والسفن الهوائية. كانت معدلات النجاح منخفضة وكان من الخطر التعامل مع الصواريخ في المقاتلات الأوائلى الذين تم بناؤهم من مواد شديدة الاشتعال. بحلول نهاية الحرب تم استبدالهم برصاصات بوميروي الحارقة. تم تطوير رصاصة بوميروي لضرب المناطيد الألمانية زيبلين، عن طريق إشعال الهيدروجين في البالون. لم يعملوا دائما. أحد الصواريخ البارزة من الحرب العالمية الأولى كان صاروخ لو بريور الذي كان مداه حوالي 115 متر (126 يارد)، محدودة بسبب عدم دقته. تم استخدامها لأول مرة في معركة فردان.

### فترة ما بين الحربين
أول مثال معروف لهجوم ناجح لصواريخ جو - جو على طائرة أخرى وقع في 20 أغسطس 1939، أثناء معركة خالخين غول. نجحت مجموعة من المقاتلات السوفيية بوليكاربوف أي-16 بقيادة الكابتن ن. زفونارييف في تدمير عدد قليل من الطائرات الحربية اليابانية من خلال إطلاق صواريخ RS-82. تم تركيب صواريخ RS-82 السوفيتية على أبراج خاصة تحت أجنحة المقاتلات السوفيية.

### الحرب العالمية الثانية
تم استخدام صواريخ جو جو في الحرب العالمية الثانية لتعامل مع القاذفات لأن نيران المدافع أثبتت عدم فعاليتها في سرعات الإغلاق العالية. علاوة على ذلك، فإن الدخول في نطاق إطلاق البنادق يعني أيضًا الدخول في نطاق بندقية ذيل القاذفة. كان صاروخ أر4أم الألماني أول صاروخ عملي. [بحاجة لمصدر] كان ناجح للغاية، لكنه جاء بعد فوات الأوان لتغيير نتيجة الحرب. [بحاجة لمصدر] بعد تجربة فعالية الصواريخ الألمانية، بدأ كل من الاتحاد السوفييتي والولايات المتحدة في تطوير الصواريخ الخاصة بهم. [بحاجة لتوضيح]
شكل اختراع صواريخ جو-جو نهاية لنظيراتها من الصواريخ غير الموجهة في الخمسينات. قامت الولايات المتحدة ببناء صاروخ جو - جو أخير، هو AIR-2 Genie. وقد استخدمت رأسًا نوويًا يبلغ نصف قطر انفجاره 300 متر لتعويض عدم دقته.

## قائمة صواريخ جو جو حسب البلد
فرنسا
- صاروخ لو بريور

ألمانيا
- بل فيرفير المستمدة من فيرفير-غراناتا 21
- صاروخ أر4أم
- صاروخ RZ.65

الولايات المتحدة الأمريكية
- صاروخ هوائي قابل للطي (FFAR)
- Gimlet (صاروخ)
- جني AIR-2
- زوني (صاروخ)

اتحاد الجمهوريات الاشتراكية السوفياتية
- RS-82 وRS-132